# 캘러웨이아
캘러웨이아(학명:Callawayia neoscapularis)는 어룡목 샤스타사우루스과에 속하는 어룡이다. 지금은 멸종된 종으로서 전체적인 몸길이가 2m인 작은 어룡에 속한다.

## 특징
캘러웨이아는 멸종된 어룡의 속이다. 그것은 캘러웨이아 네오스카플라리스라는 종을 포함하고 있다. 1994년에 크리스토퍼 맥고원은 샤스타사우루스의 분류법을 검토했다. 이러한 출판물에서 그는 1987년에 캐나다 브리티시컬럼비아주 핑크마운틴의 윌리스톤 호수 해안에서 발견된 부분 골격인 ROM(로열 온타리오 박물관) 4193에 근거해 새로운 종의 샤스타사우루스(S. neoscapularis)라고 명명했다. 이러한 표본은 1988년 "필리퍼 채석장"에서 발굴되었다. 이 종의 이름은 다른 트라이아스기 어류 공룡보다 쥐라기 어류와 견갑골(어깨날)이 더 많이 닮았다고 한다. 2000년에 마이클 마이쉬는 샤스타사우루스의 두개골 해부학에 대한 연구를 발표했고 샤스타사우루스속도 다시 수정했다.그는 네오스카풀라리스가 샤스타사우루스와는 상당히 다르며 아마도 새로운 속이었을 것이라고 언급했다. 하지만 로열 티렐 박물관의 첫 번째 표본과 같은 지역으로의 탐험에서 엘리자베스 니콜스는 이 종의 보존 상태가 더 좋은 표본을 추가로 발견했다. 이것을 알고 마이쉬는 니콜스의 연구를 기다리는 대신 그 종에 대해 자세히 언급하지 않았다. 하지만 2000년 이후의 출판물에서 마이쉬는 아드레아스 마츠케와 함께 새로운 속인 캘러웨이를 "캘러웨이아 네오스카플라라스"를 위해 어룡 연구원 잭 캘러웨이의 이름을 따서 명명했다. 그 신소재가 아직 연구 중이라는 것들이 지적되었다. 2001년에 이 연구는 니콜스와 마나베 마코토에 의해서 출판되었다. 이러한 출판물에서는 TMP 94.380.11(어린이를 나타내는 작은 표본)과 TMP 94.382.2(큰 표본) 두 개의 새로운 표본의 해부학적 구조를 설명했다. 새로운 속들인 메타샤스타사우루스가 "샤스타사우루스" 네오스카플라리스에 제안되었다. 캘러웨이아라는 이름은 메타샤스타사우루스보다 앞서기 때문에 메타샤스타사우루스가 우선하며 유효한 이름이다. 니콜스와 마나베는 캘러웨이아가 올바른 이름이라는 것을 같이 인정하면서도 메쉬와 마츠케는 메타샤스타사우루스를 캘러웨이아로 명명할 때 메타샤스타사우루스를 명명하는 연구가 진행 중이라는 것을 알고 있었기 때문에 캘러웨이아가 비윤리적이라고 생각했다. 니콜스와 마나베는 마이쉬와 마츠케가 제안한 진단에 문제가 있다는 것을 알게 되었다. 마이쉬와 마츠케는 어떤 샘플도 직접 검사하지 않았기 때문에 일부 오류와 누락 정보가 발생했기 때문이다. 그러나 2010년의 출판물에서 마이쉬는 니콜라스의 연구를 알게 된 지 1년이 지났고 칼라위아가 샤스타사우루스와는 별개라는 결론에 도달했다는 점을 들어 칼라위아의 명칭이 비윤리적이라고 비판했다. 결국 마이쉬는 연구를 진행하는 동안 연구자들 사이의 의사소통이 원활하지 않아 이번 사건을 "불행한 일"이라고 여겼지만 그 이름도 악의적인 의도를 가지고 한 것이 아니라고 말했다. 2007년에 장제스 찬과 동료들은 중국 구이저우성의 물질에 기초하여 새로운 종의 구이저우히치오사우루스 월롱강센스를 명명했다. 2010년에 마이쉬는 이 종이 캘러웨이아와는 확연히 다르다고 지적하며 구이저우히치오사우루스 월롱강센스를 다시 구이저우히치오사우루스로 옮겼다. 그러나 그는 구이저우히치오사우루스 왕옹강세를 구별하는 데 사용되는 특성이 설득력이 없으며 이 종은 구이저우히치오사우루스 탕가의 하위 동의어일 뿐이라고 생각했다. 그러나 그는 아직 상세한 조사가 이루어지지 않았기 때문에 잠정적으로 유효하다고 주장했다. 2016년에 지 씨와 동료들은 월롱강센스와 캘러웨이아의 모식종을 결합하는 특징을 발견하지 못했으며 이에 따라 이전 종을 이 속으로 분류하는 것을 거부했다. 그러나 그들은 그것들이 구이저우히치오사우루스속과 분명히 연관이 있는 특징들을 발견하지 못했으며 따라서 구이저우히치오사우루스속으로의 지정도 거부하였다. 더 많은 연구들은 이 종을 "캘러웨이아 네오스카플라리스" 또는 "구이저우히치오사우루스 월롱강센스"라고 다양하게 불렀지만 계통학 분석에서는 일반적으로 이 종이 두 속의 모식 종들이 자매 분류군으로 발견되지 않은 지와 동료들의 것과 유사한 결과를 발견했다. 캘러웨이아는 중간 크기의 어룡이다. 캘러웨이아의 앞면(해골 지붕 뼈 한 쌍)은 크다. 비강과 후전두(다른 두 쌍의 두개골 지붕 뼈)가 서로 접촉하여 차단하므로 전전두(다른 한 쌍의 두개골 지붕 뼈)에 접촉한다. 앞면은 측두엽(두개 위 개구부) 테두리의 일부를 형성한다. 두정골 위에는 튼튼한 능선이 있고 이 뼈에서 돌출된 선반은 뒤로 돌출되어 있다. 측면에서 볼 때, 두 쌍의 후방 두개골(후측두골과 비늘뼈)이 후측두골과 상측두골(후측두골과 비늘뼈)에 의해 측두골에 도달하는 것을 차단한다. 후천공은 두개골 안쪽에 있는 회향의 테두리 부분을 형성하기도 한다. 캘러웨이아는 엉덩이 앞에 총 54개 이상의 척추뼈가 있다. 캘러웨이아의 처음 두 목 척추는 함께 결합되어 있지 않다. 경추(목) 늑골은 뒤에 있는 단두 늑골과는 달리 이중머리이다.견갑골은 길고 좁은 축을 가지고 있다. 코라코이드(견갑골 아래 어깨뼈 한 쌍)는 긴 것보다 넓다.각 치골(앞쪽 엉덩이뼈)에는 폐쇄공으로 알려진 작은 구멍이 있으며 캘러웨이아에서는 뼈로 완전히 둘러싸여 있지 않는다. 짧고 넓은 상완골(상완골)은 앞 가장자리에 칼집이 있다.상완골의 윗부분이 앞부분에서 뒤쪽으로 강하게 기울어져 있다. 각 상완골의 요골(전방 하부 팔뼈)과 관절하는 부분은 아래쪽으로 돌출되어 있는 반면 척골(후방 하부 팔뼈)의 동일한 표면은 아래쪽으로 및 뒤로 돌출되어 있다. 아랫팔 뼈 중 척골은 작지는 않지만 반지름의 절반 정도밖에 되지 않는다. 하퇴골에도 유사한 상태가 존재하며 경골(앞쪽 하퇴골)은 피불레(뒷쪽 하퇴골)보다 훨씬 크다. 각각의 앞다리에는 물고기모양으로 알려진 추가 뼈가 있다. 지느러미의 앞 가장자리를 구성하는 뼈는 앞 가장자리에 칼자국이 있다. 앞다리에는 4자리 숫자가 있는 반면 뒷다리에는 3자리만 있다. 양턱에는 총 15~25개의 톱니 모양을 가진 날카로운 이빨이 존재한다. 먹이로는 당대에 서식했던 물고기, 갑각류, 두족류를 주로 잡아먹고 살았을 육식성의 어룡으로 추정되는 종이다.

## 생존시기와 서식지와 화석의 발견
캘러웨이아가 생존했었던 시기는 중생대의 트라이아스기 후기로서 지금으로부터 2억년전~1억 8000만년전에 생존했었던 종이다. 생존했었던 시기에는 북아메리카를 중심으로 하는 북동부 태평양에서 주로 서식했었던 어룡이다. 화석의 발견은 1994년에 캐나다의 트라이아스기에 형성된 지층에서 캐나다의 고생물학자들에 의하여 처음으로 화석이 발견되어 새롭게 명명된 종이다.

## 같이 보기
- 파충류
- 중생대
- 트라이아스기
- 어룡
- 화석